# Dead Mary
Dead Mary é um filme de terror coproduzido por Estados Unidos e Canadá em 2007, dirigido por Robert Wilson com atuação de Dominique Swain como Kim.